# FIFA系列
《FIFA》是足球类电子游戏的一种，该游戏类型又称“足球模拟器”,“FIFA”每年由艺电旗下的EA Sports部门发布。Sensible Soccer，Kick Off，Match Day是这类游戏的开山之作。足球类电子游戏从八十年代末开始发展，到EA Sports宣布足球游戏作为EA Sports品牌的下一个新成员的时候，足球类电子游戏已经在游戏市场上具有竞争力。
2022年5月10日，EA宣布与FIFA长达30年的合作关系将在授权协议终止后结束，《FIFA 23》成为FIFA系列的最后一部作品。作为FIFA系列的继承者，EA推出了《EA Sports FC系列》，《EA Sports FC 24》是新系列下的第一部作品
值得注意的是，这个系列在1993年末就得到了FIFA的官方许可。FIFA国际足球（《FIFA》系列第一代作品）就有许多联赛的独家许可，有德国的德国足球甲级联赛和德国足球乙级联赛、英国的英格兰足球超级联赛和足球联赛、意大利的意大利足球甲级联赛和意大利足球乙级联赛、西班牙的 西班牙足球甲级联赛和西班牙足球乙级联赛、法国的 法国足球甲级联赛和法国足球乙级联赛、葡萄牙的葡萄牙足球超级联赛、土耳其的土耳其足球超级联赛、荷兰的荷兰足球甲级联赛、墨西哥的墨西哥足球甲级联赛、美国的美国职业足球大联盟、韩国的K联赛、日本的日本甲組職業足球聯賽、沙特阿拉伯的沙特阿拉伯职业联赛、澳大利亚的A联赛、智利的智利足球甲级联赛、巴西的巴西足球甲级联赛、阿根廷的 阿根廷足球甲级联赛、中国的中国超级联赛。“FIFA”还可以在游戏里面使用真实的联赛名字、俱乐部名字、球员名字和肖像。此外，还拥有一些国际知名的俱乐部的许可，例如在希腊足球超级联赛和南非足球超级联赛中的一些俱乐部，但是没有当地整个联赛的许可。每一代“FIFA”主要是补充一些联赛的数据，例如 世界杯, 欧洲足球锦标赛、欧洲冠军联赛，也补充一系列新的足球管理的职称。
克里斯蒂亚诺·罗纳尔多已連續兩次擔任的代言人，分別是《FIFA 18》與《FIFA 19》，在《FIFA 18》的封面、促销活动和广告中都能看到他的身影。利昂内尔·梅西从《FIFA 13》到《FIFA 16》连续四次担任代言人。自从《FIFA游戏》发布，多特蒙德前锋马尔科·罗伊斯开始担任这个版本的代言人。
到了2011年，《FIFA》已经支持18种语言，并且在51个国家成功发布，更是被列入吉尼斯世界纪录最畅销体育电子游戏榜单。在2016年，《FIFA》系列已经售出1.5亿份。此外，《FIFA 12》发售第一周就卖出3200万份，零售额超过1.86亿美元，成为有史以来销售最快的体育游戏。

## 历史
《FIFA 95》仅仅添加俱乐部比赛的功能，而《FIFA 96》则有重大创新，首次获得国际职业足球运动员联合会使用球员真实名字的许可。在PlayStation、PC、世嘉32X、世嘉土星上使用“虚拟足球场（Virtual Stadium）”引擎，能够使2D的球员在一个实时的3D足球场上运动。FIFA 97开始使用粗糙的多边形制作球员模型并添加室内足球场模式，但真正的成功则是《FIFA：98世界杯之路》创造的。《FIFA：98世界杯之路》拥有改进的图像、改良的游戏性和带有资格赛的完整世界杯赛程（包括在国家足联注册的所有国家队）。几个月以后，它成为第一个艺电官方认可的职业足球游戏。
接下来几年游戏发行遭到不同程度的批评，玩家开始抱怨游戏中AI，还有从未被修复过的程序错误，售后服务质量差以及相比上一代太少的改进。随着游戏主机市场的不断扩大，《FIFA》不断受到其他同类游戏的挑战，比如科乐美的《实况足球》。《FIFA》和《实况足球》都拥有大量的支持者，即便如此，《FIFA》的销量仍然每年同比上升23%。
2012年，EA Sports和利昂内尔·梅西签下《FIFA》的代言权，吸引他离开竞争对手《实况足球》。梅西的肖像很快就用在《街头FIFA》上。2013年，西班牙职业女子足球运动员Vero Boquete在Change.org上写下请愿书，要求艺电（EA）在《FIFA》中增加女性球员，请愿书在24小时内吸引两万人签名。

## 游戏系列

### 90年代

#### FIFA国际足球（FIFA International Soccer）
- 代言人：及彼得·希维尔切夫斯基 （有些版本為帕基·邦納及路德·）
- 发售平台: PC, DOS, Amiga, Sega CD （as FIFA International Soccer Championship Edition）, 3DO, SNES, Mega Drive/Genesis, Master System, Sega Game Gear, Game Boy
- 发售日期: 1993年12月15日

在开发过程中被称为“EA Soccer”，有时也被称为“FIFA 94”，该系列的第一款游戏在1993年圣诞节前几周发布。 这个大肆炒作的足球游戏凭借它所采用的是等距视角而不是俯视视角（《Kick Off》）、侧视视角（《欧洲俱乐部足球》)或者鸟瞰视角（《Sensible Soccer》) ，游戏只包含国家队，但没有球员的真实姓名。
FIFA 94 有一个臭名昭著的错误，就是允许球员站在守门员面前，这样球就能从守门员身上反弹回球门，从而得分。FIFA 94 在英国游戏排行榜上超越街头霸王2 Special Champion Edition排名第一，并且连续六个月占据第一的位置。
世嘉Mega 将 FIFA 94 放在他们的五十大Mega Drive游戏中的第十一位。世嘉Mega的CD版本以“FIFA International Soccer Championship Edition（FIFA国际足球锦标赛版）”发布。它拥有FIFA 95中的一些功能，在原版的基础上提高了游戏的画质。这个版本在十大Mega CD游戏中排行第七。在3DO游戏机的是FIFA 94画质最高的版本，配备了虚拟3D摄像机（pseudo-3D cameras）。
此外，PlayStation 2版本的FIFA 06包含FIFA 94的游戏内容，它是用于庆祝1994年美国成功举办世界杯。值得注意的是超级NES版本，尽管比世嘉Mega少了许多可选择的球队，但依然有三支国家队有资格参加“真实生活锦标赛 （the real-life tournament）”，它们是玻利维亚国家队、沙特阿拉伯国家队、韩国国家队。
这款游戏之所以称为“国际足球（International Soccer）”，是因为如果美国人对它不感兴趣的话，EA也可以在欧洲成功销售。

#### FIFA 95
- 代言人: Erik Thorstvedt （在一些版本中是亚历克赛·拉拉斯）
- 发售平台: Mega Drive/Genesis
- 发售日期: 1994年11月10日

#### FIFA 96
- 代言人: 伊万·萨伯乌和 （欧洲）
- 发售平台: DOS/Windows, PlayStation, Sega Saturn, Sega 32X, SNES, Mega Drive/Genesis, Sega Game Gear, Game Boy
- 发售日期: 1995年9月30日

#### FIFA 97
- 代言人: 大卫·吉诺拉 （欧洲）；白必圖 （其他地区）
- 发售平台: DOS, Windows, PlayStation, Sega Saturn, Mega Drive/Genesis, SNES, Game Boy
- 发售日期: 1996年11月30日

#### FIFA 98世界杯之路（FIFA: Road to World Cup 98）
- 代言人: Roy Lassiter （美国）； 大卫·贝克汉姆 （英国）； 保罗·马尔蒂尼 （意大利）； 大卫·吉诺拉 （法国）； 安德烈亚斯·穆勒 （德国）； 劳尔 （西班牙）
- 主题音乐: "Song 2" by Blur
- 发售平台: Microsoft Windows, PlayStation, Nintendo 64, Sega Saturn, SNES, Mega Drive/Genesis, Game Boy
- 发售日期: 1997年11月8日
- 宣传语：“你的唯一目标：晋级”

此款游戏被许多人认为是《FIFA》系列中最优秀的一款。它拥有优化过的图形引擎，用户定制球员、球队的选项，16座真实的体育场，更高的AI以及受欢迎的“世界杯之路”模式和所有在国际足联注册的国家队。
英国乐队Blur为这个游戏创作了著名歌曲《Song 2》。游戏开场音乐选用了英国乐队Chumbawamba的歌曲《Tubthumping》。

#### FIFA 99
- 代言人: 丹尼斯·博格坎普 （全球）, Kasey Keller （美国）, 法比安·巴特茲 （法国）, 中田英壽 （日本）； 奥拉夫·托恩 （德国）； 鲁伊·科斯塔 （葡萄牙）； 克里斯蒂安·维耶里 （意大利）； 安貞桓 （韩国）； 費蘭度·摩連迪斯 （西班牙）； Jason Kreis （美国测试版）
- 主题音乐: "The Rockafeller Skank （Remix）" by Fatboy Slim
- 发售平台: Microsoft Windows, PlayStation, Nintendo 64
- 发售日期: 1998年11月30日

遊戲開場音樂選用了英國電子音樂大師Fatboy Slim（流線胖小子）的知名歌曲《The Rockafeller Skank》。

### 2000年以后

#### FIFA 2000
- 代言人: 中田英壽 （日本）； 索尔·坎贝尔 （英国）； 溫琴佐·蒙特拉 （意大利）； 佩普·瓜迪奥拉 （西班牙）； 埃马纽埃尔·珀蒂 （法国）； 雅普·斯塔姆 （Netherlands）； Vassilios Tsiartas （希腊）； 梅赫梅特·绍尔 （德国）； 西芒 （葡萄牙）； Eddie Pope （美国）； 拉易 （巴西）； Par Zetterberg （Sweden）； 金秉址 （韩国）； 卡迪苏克·塞纳芒 （泰国）；
- 主题音乐: "It's Only Us" by 罗比·威廉姆斯
- 发售平台: Microsoft Windows, PlayStation, Game Boy Color
- 发售日期: 1999年10月26日

#### FIFA 2001
- 代言人: 埃德加·戴维斯 （Netherlands）； 保羅·史高斯 （英国）； 格奥尔基·哈吉 （Romania）； Ben Olsen （美国）； Ricardo Sá Pinto （葡萄牙）； 盖兹卡·门迭塔 （西班牙）； 菲利普·因扎吉 （意大利）； 洛塔尔·马特乌斯 （德国）； 蒂埃里·亨利 （法国）； 莱昂纳多 （巴西）； Shimon Gershon （以色列）； 高宗秀 （韩国）
- 主题音乐: "Bodyrock" by Moby
- 发售平台: Microsoft Windows, PlayStation 2, PlayStation
- 发售日期: 2000年11月8日

#### FIFA足球2002（FIFA Football 2002）

FIFA 2002游戏界面

- 代言人: 中田英壽 （日本）； 蒂埃里·亨利 （France, UK）； 兹拉坦·伊布拉希莫维奇 （Sweden）； 努诺·戈麦斯 （葡萄牙）； 弗朗切斯科·托蒂 （意大利）； 路德·范尼斯特鲁伊 （Netherlands）； 伊漢·文斯 （土耳其）； 杰拉德·阿萨莫阿 （德国）； Lampros Choutos （希腊）； 洪明甫 （韩国）； Sibusiso Zuma （South Africa & Denmark）； Nawaf Al-Temyat （Saudi Arabia）； 托马斯·拉津斯基 （美国）； 罗伯托·卡洛斯 （巴西）； 伊克尔·卡西利亚斯 （西班牙）； 托马什·弗兰库斯基 （波兰）；
- 主题音乐: "19-2000 （Soulchild Remix）" by Gorillaz
- 发售平台: Microsoft Windows, PlayStation 2, GameCube, PlayStation
- 发售日期: 2001年11月1日

由于科乐美（Konami）在行业上的领先地位，电子艺界决定推出在射门和传球增加力量槽来改善游戏。但是，很多玩家注意到本游戏似乎在难度较高时预先设定比赛结果。《FIFA》的这个版本也不再使用原来的以颜色条代替队徽，而首次得到了全部球队的正式队徽。力量槽也可以根据玩家喜好来调整。

均以得到的所有奖项

电子艺界从意大利贴纸公司Panini购得版权，在玩家赢得某些奖项（欧洲冠军杯，欧洲联盟杯，世界杯欧洲区、南美洲区、中北美洲区、亚洲区预选赛以及后来分别激活欧锦赛、美洲杯、美洲金盃，以及亚洲杯，以及赢得以上所有奖项时激活的联合会杯）时，游戏将会颁发一张卡片，上有一位球员的照片。关于这个奖励系统经常被提出的问题就是赢得各种奖励对游戏的可玩性并没有什么改善。
并且，已经晋级世界杯的法国（上届冠军）、日本和韩国（东道主）国家队也可以参加各自大洲的世界杯预选赛，并通过预选赛或者友谊赛来改变本国家队在国际足联的排名。
球迷们期待着的国家队比赛模式中包括了所有的国家队和选择大名单的权利。但是，许多国家队的版权都没有得到，个别足联（比如非洲）的球队名单甚至都不完整。游戏中也没有非洲杯这项赛事。很多球迷非常愤怒，对电子艺界的信心也有所减弱。
另外，《FIFA 2002》和前后版本的另一区别在于没有内置的世界杯模式，而是由电子艺界另外发行的。

#### FIFA足球2003（FIFA Football 2003）
- 代言人: 罗伯托·卡洛斯, 瑞恩·吉格斯, and 埃德加·戴维斯 （in the United States, only 蘭頓·當路雲 appeared）
- 主题音乐: "To Get Down （Fatboy Slim remix）" by Timo Maas
- 发售平台: Microsoft Windows, PlayStation 2, Xbox, GameCube, PlayStation, Game Boy Advance, Mobile phone
- 发售日期: 2002年11月5日

#### FIFA足球2004（FIFA Football 2004）
- 代言人: 蒂埃里·亨利, 亚历山德罗·德尔皮耶罗 and 罗纳尔迪尼奥
- 主题音乐: "Red Morning Light" by Kings of Leon
- 发售平台: Microsoft Windows, PlayStation 2, Xbox, GameCube, PlayStation, Game Boy Advance, Nokia N-Gage, Mobile phone
- 发售日期: 2003年10月8日

本版《FIFA》除了增加了游戏的流畅性以外，并未对游戏引擎做太多修改。最大的新特性是增加了世界范围内的二级联赛。也就是说允许玩家使用一支二流乃至三流球队参加世界顶级联赛和欧洲冠军联赛。游戏有一个被称做“离球控制一”，即在某些情况下需要玩家同时操纵两个球员以完成一些花样。虽然理论上这个概念看起来很诱人，但由于操作太烦琐，玩家很难将它运用得很好。如果没有带方向杆的手柄，这样的操作甚至根本没办法完成。

#### FIFA足球2005（FIFA Football 2005）
- 代言人: 帕特里克·维埃拉, 費蘭度·摩連迪斯 and 安德烈·舍甫琴科 （in North America, 奥斯瓦尔多·桑切斯 replaced 帕特里克·维埃拉）
- 主题音乐: "Surfing on a Rocket" by Air
- 发售平台: Microsoft Windows, PlayStation 2, Xbox, GameCube, PlayStation, PlayStation Portable （America only）, Game Boy Advance, Nokia N-Gage, Gizmondo, Mobile phone
- 发售日期: 2004年10月11日

#### FIFA 06
- 代言人: 韦恩·鲁尼 and 罗纳尔迪尼奥 （in North America, 奥马尔·布拉沃 and 弗雷迪·阿杜 joined 罗纳尔迪尼奥 on the cover）
- 主题音乐: "Helicopter" by Bloc Party
- 发售平台: GameCube, Microsoft Windows, Nintendo DS, PlayStation 2, Xbox, Game Boy Advance, PlayStation Portable, Xbox 360
- 发售日期： 2005年10月4日

#### FIFA 07
- 代言人: 韦恩·鲁尼 and 罗纳尔迪尼奥 （全球）； 罗纳尔迪尼奥 and 卢卡斯·波多尔斯基 （德国）； 罗纳尔迪尼奥, 蘭頓·當路雲 and Francisco Fonseca （北美）； 罗纳尔迪尼奥 and 儒尼尼奥·佩南布卡诺 （法国）； 罗纳尔迪尼奥 and 大卫·比利亚 （西班牙）
- 主题音乐: "Can't Get Enough （Mekon Remix）" by The Infadels
- 发售平台: Microsoft Windows, Xbox 360, PlayStation 2, Xbox, GameCube, PlayStation Portable, Nintendo DS, Game Boy Advance, Java ME
- 发售日期: 2006年9月27日

《FIFA 07》中包括来自20个国家的27个联赛，510余支球队各有其精确真实的球衣和徽章。玩家可以参加 EA SPORTS™互动联赛，在网上用一支的俱乐部对抗各路对手，每周包括用户访谈在内的会播客宣传将玩家的胜绩。EA设计了全新的障碍比赛系统。此作强化了经理模式：使事物都接近真实。真实的资金、青年球员的成长、媒体和球迷的反应，令玩家全身心地沉浸在足球经理的世界中。人群会根据你的表现作出反应。进球和控球将会令球迷发出震耳的欢呼，赛事不利则会让他们垂头丧气。视角会集中在那些情绪特别明显的球员身上。玩家还可以创建你自己的俱乐部。
《FIFA 07》同样有技术上的改进。使用左摇杆可以控制足球旋转，作出更具创造性的定位球和射门。游戏设置了更复杂的射门机制和更精确的操控。以及更高级的智能守门员，使得守门员的智能更真实，有着逼真的反应以及各种躲闪和救球动作。

#### FIFA 08
- 代言人: 韦恩·鲁尼 and 罗纳尔迪尼奥 （全球）； 罗纳尔迪尼奥 and 米罗斯拉夫·克洛泽 （德国）； 罗纳尔迪尼奥 and 塞尔希奥·拉莫斯 （西班牙）； 罗纳尔迪尼奥, 祖斯·艾迪杜里 and 吉列尔莫·奥乔亚 （北美）； 罗纳尔迪尼奥 and 尤泽比乌兹·斯莫拉雷克 （波兰）；
- 主题音乐: "Sketches （20 Something Life）" by La Rocca
- 发售平台: Microsoft Windows, Xbox 360, PlayStation 3, Wii, PlayStation 2, PlayStation Portable, Nintendo DS, Java ME
- 发售日期: 2007年9月20日

#### FIFA 09
- 代言人: 韦恩·鲁尼 and 罗纳尔迪尼奥 （全球）； 韦恩·鲁尼 and 塞尔希奥·拉莫斯 （西班牙）； 罗纳尔迪尼奥 and 凯文·库兰伊 （德国）； 罗纳尔迪尼奥 and 迪蘇斯沙克·巴拉斯 （Hungary）； 罗纳尔迪尼奥 and 达尼埃莱·德罗西 （意大利）； 罗纳尔迪尼奥, Maurice Edu and 吉列尔莫·奥乔亚 （北美）
- 主题音乐: "Let U Know" by Plastilina Mosh
- 发售平台: Microsoft Windows, PlayStation 3, Xbox 360, Wii, PlayStation 2, PlayStation Portable, Nintendo DS, Java ME
- 发售日期: 2008年10月3日

FIFA 09是美国EA公司旗下由EA Canada小组负责开发的FIFA系列电子游戏，于2008年10月登陆Windows、任天堂DS、PlayStation 2、PlayStation 3、PlayStation Portable、Wii、Xbox 360和Zeebo平台，同年11月，登陆N-Gage 2.0和移动电话平台。游戏标语为“Let's FIFA 09”。

### 2010年以后

#### FIFA 10
- 代言人: 西奥·沃尔科特, 弗兰克·兰帕德和韦恩·鲁尼 （英国）； 韦恩·鲁尼和蒂姆·卡希尔 （澳大利亚）； 韦恩·鲁尼和安德雷亞斯·伊萬席茨 （奥地利）； 韦恩·鲁尼 and 迪蘇斯沙克·巴拉斯 （Hungary）, 韦恩·鲁尼 and 罗伯特·莱万多夫斯基 （波兰）； 罗纳尔迪尼奥和乔治·基耶利尼 （意大利）； 卡里姆·本泽马, 史蒂夫·曼丹達和纪尧姆·瓦罗 （法国）； 韦恩·鲁尼和巴斯蒂安·施魏因斯泰格 （德国）； 弗兰克·兰帕德和西芒 （葡萄牙）； 卡里姆·本泽马和哈維 （西班牙）； 弗兰克·兰帕德； Sacha Kljestan and 庫奧特莫克·白蘭高 （北美）； Sergei Semak （俄罗斯）
- 主题音乐: "Nothing to Worry About" by Peter Bjorn and John
- 发售平台: Microsoft Windows, Xbox 360, PlayStation 3, Wii, PlayStation 2, PlayStation Portable, Nintendo DS, iOS, Android, Java ME, Wii
- 发售日期:  2009年10月2日（欧洲）, 2009年10月20日 （美国）

#### FIFA 11
- 代言人: 卡卡 （全球）, 韦恩·鲁尼 （英国，爱尔兰共和国，澳大利亚）, 梅苏特·厄齐尔 & 勒内·阿德勒 （德国）, 蒂姆·卡希尔 （澳大利亚）, 雅库布·布瓦什奇科夫斯基 （波兰）；
- 发售平台: Microsoft Windows, Xbox 360, PlayStation 3, Wii, PlayStation 2, PlayStation Portable, Nintendo DS, iOS, BlackBerry OS, Java ME
- 发售日期: 2010年9月28日（美国）,，2010年10月1日（欧洲）

#### FIFA 12
- 代言人: 韦恩·鲁尼 and 杰克·威尔希尔 （英国，爱尔兰共和国）, 蘭頓·當路雲 and 拉法埃尔·马克斯 （北美）, 雅库布·布瓦什奇科夫斯基 （波兰）；
- 主题音乐: "Kids" by Sleigh Bells
- 发售平台: Microsoft Windows, OS X, PlayStation 3, Xbox 360, Wii, PlayStation 2, PlayStation Vita, Nintendo 3DS, PlayStation Portable, iOS, Java ME
- 发售日期: 2011年9月27日（美国），2011年9月30日（欧洲）
- 宣传语：“爱足球，玩足球”

#### FIFA 13
- 代言人: 利昂内尔·梅西（全球以及南美地区） （乔·哈特 and 亚历克斯·奥克斯雷德-张伯伦 also feature in the UK version）, 雅库布·布瓦什奇科夫斯基 （波兰）；
- 主题音乐: "Club Foot" by Kasabian
- 发售平台: Microsoft Windows, Wii U, PlayStation 3, Xbox 360, Wii, PlayStation 2, PlayStation Vita, Nintendo 3DS, PlayStation Portable, iOS, Windows Phone, Android, Java ME
- 发售日期: 2012年9月25日（美国），2012年9月27日（澳大利亚），2012年9月28日（欧洲）

《FIFA13》于2012年9月25日在北美区上市。梅西擔任此部作品的代言人。遊戲加入新的傳球、進球慶祝動作以及新的守門員撲救等動作或方式。同时在《FIFA 12》原有的30个联赛的基础中，新增了沙特职业足球联赛。FIFA 13中共有46支国家队。捷克和巴拉圭回到了游戏当中，印度、玻利维亚和委内瑞拉在自FIFA Football 2002以来的11年间断后也重返主系列。而克罗地亚则被去掉了。

#### FIFA 14
- 代言人: 利昂内尔·梅西（全球）, 哈维尔·埃尔南德斯 （北美）,斯蒂凡·艾尔·沙拉维 （意大利）, 阿图罗·比达尔 and 拉达梅尔·法尔考 （阿根廷，智利，巴拿马，委内瑞拉）, 加雷斯·贝尔 （英国，爱尔兰共和国）, 米哈尔·卡德莱茨 （Czech Republic）, 罗伯特·莱万多夫斯基 （波兰）, 迪蘇斯沙克·巴拉斯 （匈牙利）, 谢尔丹·沙奇里 （瑞士）, 大衛·阿拉巴 （奥地利）, 蒂姆·卡希尔 （澳大利亚）, 吉田麻也 and 長谷部誠 （日本）, Mustafa Al-Bassas （中东）
- 发售平台: Microsoft Windows, PlayStation 4, Xbox One, PlayStation 3, Xbox 360, Wii, PlayStation 2, PlayStation Vita, Nintendo 3DS, PlayStation Portable, iOS, Windows Phone, Android, Java ME
- 发售日期: 2013年9月24日（美国）2013年9月23日（欧洲）

《FIFA14》在2013年9月下旬上市，梅西继续担任此部作品的代言人。支持的平台有PlayStation 2， PlayStation 3，PlayStation 4，PSP，PlayStation Vita，Xbox 360，Xbox One，Wii，Nintendo 3DS 和 Microsoft Windows，.同样放出了适合手机的版本，支持iOS，并且重新支持Android操作系统。在PlayStation 4和Xbox One上本作采用了全新的Ignite引擎， Ignite引擎融合了EA的全新的技术，通过全新的渲染，实时物理，动画，智能，运动和网上系统，构成了一个全新的、强力的引擎。EA表示，该引擎能够赋予游戏中运动员“类人的智慧”，玩家会体验到真正的运动员一样的变速和转向的敏捷性。

#### FIFA 15
- 代言人: 利昂内尔·梅西 （全球）, 艾登·阿扎尔 （英国，爱尔兰共和国，法国，比利时，荷兰）, 贡萨洛·伊瓜因 （意大利）, 奇連·丹普西 （美国）, 蒂姆·卡希尔 （澳大利亚）, 罗伯特·莱万多夫斯基 （波兰）, 大衛·阿拉巴 （奥地利）, 谢尔丹·沙奇里 （Switzerland）, 哈维尔·埃尔南德斯 （Mexico）, 阿图罗·比达尔 （南非）, 米哈尔·卡德莱茨 （Czech Republic）, 阿尔达·图兰 （土耳其）, 內田篤人 （日本）, 叶海亚·谢里 （Arabian Peninsula）.
- 发售平台: Microsoft Windows, PlayStation 3, PlayStation 4, PlayStation Vita, Nintendo 3DS, Wii, iOS, Android, Xbox 360, Xbox One, Windows 8.1, Windows Phone 8.1
- 发售日期: 2014年9月23日（美国），2014年9月25日（欧洲），2014年9月26日（英国）

#### FIFA 16
- 代言人: 利昂内尔·梅西 （全球）, 佐敦·軒達臣 （英国，爱尔兰共和国）, 香川真司 （日本）, 大衛·阿拉巴 （奥地利）, 奧斯卡 （巴西）, 安托万·格里兹曼 （法国）, 艾登·阿扎尔 (Belgium), 揚·佐默 (Switzerland), 胡安·夸德拉多 (Latin America), 马尔科·法维安 (Mexico), 史蒂芙·卡特利 & 蒂姆·卡希尔 （澳大利亚）, 亚历克丝·摩根 （美国）, 克里斯汀·辛克莱尔 (Canada), 毛罗·伊卡尔迪 （意大利）, 阿爾卡迪烏什·米利克 （波兰）, 阿尔达·图兰 （土耳其）, Omar Hawsawi （阿拉伯国家）, 塞巴斯蒂安·乔文科 (美国职业足球大联盟版本)
- 发售平台: Microsoft Windows, PlayStation 3, PlayStation 4, Xbox 360, Xbox One, iOS, Android
- 发售日期: 2015年9月22日（北美），2015年9月24日（欧洲），2015年10月1日（巴西），2015年10月8日（日本）

#### FIFA 17
- 代言人: 馬爾科·羅伊斯 (World, chosen by popular vote over 安東尼·馬斯亞, 艾登·阿扎尔 and 哈梅斯·罗德里格斯)
- 发售平台: Microsoft Windows, PlayStation 3, PlayStation 4, Xbox 360, Xbox One
- 发售日期: 2016年9月27日（北美），2016年9月29日（全球）

《FIFA 17》馬高·列奧斯担任此部作品的代言人。在PlayStation 4和Xbox One上本作采用了全新的引擎寒霜引擎（Frostbite Engine，即《Battlefield 4》引擎）开发，Frostbite引擎融合了EA的全新的技术，通过全新的渲染，实时物理，动画，智能，运动和网上系统，构成了一个全新的、强力的引擎。EA表示，该引擎能够赋予游戏中运动员“类人的智慧”，玩家会体验到真正的运动员一样的变速和转向的敏捷性。《FIFA 17》更加入了类似《NBA 2K16》「My Career」的剧情模式「The Journey」。在此模式下，玩家可以自创或使用现实既有的球员，去体验一次他们的球员生涯，从球场到球场外的生活应有尽有。

#### FIFA手机游戏（FIFA Mobile）
- 代言人: 馬爾科·羅伊斯(October 11, 2016 – December 23, 2016)；艾登·阿扎尔(December 24, 2016 – October 31, 2017)；基斯坦奴·朗拿度(November 1, 2017 - present)
- 发售平台: iOS, Android, Windows 10 Mobile
- 发售日期: 2016年10月11日

#### FIFA 18
- 代言人: 基斯坦奴·朗拿度 （全球） & 罗纳尔多 (Icon Edition)
- 发售平台: Microsoft Windows, PlayStation 4, Xbox One, Nintendo Switch, PlayStation 3 and Xbox 360.[2]
- 发售日期: 2017年9月29日

《FIFA 18》克里斯蒂亚诺·罗纳尔多担任此部作品的代言人。將會在 Xbox One、PS4 及 PC 平台上繼續採用「Frostbite」寒霜引擎 ，而新加入的 Nintendo Switch 則採用其他引擎開發。今年《FIFA 18》擁有更逼真的臨場氣氛、球場及球員的細緻度均有所提高，而且更引入新玩家控制模式及新的團隊風格，增強了遊戲的可玩性。此外，廠方指出球員的人物特性將更進一步，透過找來球星們進行度身的 motion capture，像 C罗標誌性奔跑、斯特林獨特的轉身或基士文的特別都能夠如實還原出來，不論控球在腳或是無球走動時均會更加真實，与此同时首次加入了对简体中文的支持。
《FIFA 17》加入的剧情模式「The Journey」來到《FIFA 18》，緊接上集 「The Journey」 故事贏得 FA CUP 之後亦來到續集: The Journey 2 : Hunter Returns。玩家將會繼續使用 Alex Hunter 在職業生涯中尋找更多機會，拍其進行重大的轉會決定、比賽、訓練等。而且今集更可以替主角轉換髮型、顏色、紋身等等，讓玩家可以像 BE A PRO 般自訂球員外形! 值得一提，在 FIFA 18 玩家可以和朋友一起進行本地主機上的多人遊戲，玩法更加靈活。
FIFA FUT ICON 一直是最受玩家歡迎的遊戲模式之一，而今集更加入多位超級經典球星坐陣，包括:巴西的罗纳尔多、比利，阿根廷的馬拉多纳、法國的亨利、以及超經典、被喻為史上最強門將「八爪魚」耶辛等等。除此之外，Ultimate Team、開球模式、地方賽季、職業生涯、在線賽季、錦標賽、女子世界盃和技能挑戰在內的模式均可以在 FIFA 18 中找到，滿足不同足球粉絲的口味。

#### FIFA 19

- 封面球员：克里斯蒂亚诺·罗纳尔多（第一版）  内马尔、凯文·德布劳内、保罗·迪巴拉（第二版）
- 发售平台:Microsoft Windows、PlayStation 4, Xbox One、Nintendo Switch、PlayStation 3和Xbox 360
- 发售日期: 2018年9月28日

《FIFA 19》克里斯蒂亚诺·罗纳尔多继续担任此部作品的代言人。将会在 Xbox One、PS4 及 PC 平台上继续采用寒霜引擎开发 ，而 Nintendo Switch 则继续采用其他引擎开发。E3 2018展前发布会就确认传闻， 正式公佈欧洲冠军联赛将会加入《FIFA 19》 , 并同时公开相关宣传片以及推出时间。系列首次加入中国足球协会超级联赛赛事。

#### FIFA 20
- 封面球员：艾登·阿扎尔（标准版）和齐内丁·齐达内（终极版）
- 发售平台:Microsoft Windows, PlayStation 4, Xbox One和Nintendo Switch
- 发售日期: 2019年9月27日

FIFA 20将包括3v3 Rush（No GK）、4v4 Rush、5v5和专业五人制足球模式。游戏强调技能和独立，而不是战术或团队。玩家还可以自定义自己的球员;除了选择性别之外，玩家还可以选择各种衣服和配饰，从鞋子，衣服到帽子和纹身。传统的11v11模式也发生了变化，鼓励更多的1对1，以及新的点球和任意球机制。尤文图斯本次将不会参加FIFA 20，因为他与世界足球競賽2020签署了合作协议，利物浦宣布与EA达成“长期”合作关系。

#### FIFA 21
- 封面球员：基利安·姆巴佩（冠軍版和终极版）大卫·贝克汉姆(標準版)
- 发售平台:Microsoft Windows, PlayStation 4, PlayStation 5, Xbox One, Xbox Series X/S, Stadia和Nintendo Switch
- 发售日期: 2020年10月6日 2020年12月4日(PlayStaion 5和Xbox Series X/S版)

本作對於中文玩家而言，是系列首次增加了中文的遊戲解說，由蘇東和王濤擔當。此外本作是系列在任天堂Switch平台上首次加入中文的遊戲內容。
。值得一提的是PlayStation 5或Xbox Series X/S玩家將不能與PlayStation 4或Xbox One的玩家進行同品牌下的跨平台連線遊戲。

#### FIFA 22
- 封面球员：基利安·姆巴佩
- 发售平台:Microsoft Windows, PlayStation 4, PlayStation 5, Xbox One, Xbox Series X/S, Stadia和Nintendo Switch
- 发售日期: 2021年10月1日

#### FIFA 23
- 封面球员：基利安·姆巴佩（全版本）与薩姆·克爾（终极版）
- 发售平台:Microsoft Windows, PlayStation 4, PlayStation 5, Xbox One, Xbox Series X/S, Stadia和Nintendo Switch
- 发售日期: 2022年9月30日

本作追加了“世界杯模式”，除Switch版本均可游玩。本作是系列首次加入女子足球俱乐部内容，澳洲女足新星薩姆·克爾也成为系列首位游戏封面女球星。由于和国际足联的合作到期，本作也是《FIFA》系列的最后一作，从下一作起EA的足球系列将更名为《EA Sports FC》。

## 其他版本

### FIFA网络游戏
2006年，艺电（EA）发布了专门针对亚洲市场的在线游戏版本。
- FIFA Online
- FIFA Online 2
- FIFA Online （western version）
- FIFA Online 3
- FIFA Online 4

### FIFA世界杯（FIFA World Cup licensed games）
1997年，艺电（EA）从FIFA购买了版权，在每一届世界杯比赛开始之前发布FIFA官方世界杯游戏，艺电（EA）到目前依然持有该版权。
- World Cup 98
- 2002 FIFA World Cup
- 2006 FIFA World Cup
- 2010 FIFA World Cup South Africa
- 2014 FIFA World Cup Brazil
- 2018 FIFA World Cup （作为FIFA 18的免费更新）

### 欧洲冠军杯（UEFA European Championship licensed games）
同“FIFA世界杯”游戏，2000年，艺电（EA）从欧洲足球协会联盟购买了版权，在每一届欧洲冠军杯比赛开始之前发布UEFA官方欧洲冠军杯游戏。
- UEFA Euro 2000
- UEFA Euro 2004
- UEFA Euro 2008
- UEFA Euro 2012（不是一个独立游戏,而是FIFA 12的扩展包）

### 欧洲冠军联赛（UEFA Champions League licensed games）
- UEFA Champions League 2004–2005
- UEFA Champions League 2006–2007
- FIFA 19

### 街头足球（Street football games）
- FIFA Street （2005）
- FIFA Street 2 （2006）
- FIFA Street 3 （2008）
- FIFA Street （2012）

### 经营游戏（Management games）
- FIFA Manager series
  - FIFA Soccer Manager （1997）
  - The FA Premier League Football Manager 99
  - The FA Premier League Football Manager 2000
  - The FA Premier League Football Manager 2001
  - The FA Premier League Football Manager 2002
  - Total Club Manager 2003
  - Total Club Manager 2004
  - Total Club Manager 2005
  - FIFA Manager 06
  - FIFA Manager 07
  - FIFA Manager 08
  - FIFA Manager 09
  - FIFA Manager 10
  - FIFA Manager 11
  - FIFA Manager 12
  - FIFA Manager 13
  - FIFA Manager 14